# Antylak szmaragdowy
Antylak szmaragdowy (Anthracothorax holosericeus) – gatunek małego ptaka z rodziny kolibrowatych (Trochilidae). Wojowniczy ptak, broniący kwitnących drzew i krzewów przed innymi kolibrami, a także owadami.
SystematykaPrzez część systematyków zaliczany do rodzaju Eulampis. Wyróżnia się dwa podgatunki A. holosericeus:
- A. h. holosericeus (Linnaeus, 1758) – wschodnie Portoryko i większość wysp Małych Antyli
- A. h. chlorolaemus Gould, 1857 – Grenada (południowe Małe Antyle)

WyglądDługość ciała 12 cm. Długi, czarny, lekko zakrzywiony dziób. W większości jego ciało jest zielone, jaskrawozielone gardło, fioletowoniebieska plama na piersi i czarny brzuch. Ogon niebieskoczarny. Obie płci podobne.
Zasięg, środowiskoKaraiby – Portoryko i Małe Antyle. Pospolity na nizinach, głównie na terenach uprawnych, czasami w lasach.
StatusMiędzynarodowa Unia Ochrony Przyrody (IUCN) uznaje antylaka szmaragdowego za gatunek najmniejszej troski (LC – Least Concern). Liczebność populacji nie została oszacowana, ale ptak ten opisywany jest jako pospolity. Trend liczebności populacji nie jest znany.